# Galloisiana ussuriensis
Galloisiana ussuriensis är en insektsart som beskrevs av Sergey Storozhenko 1988. Galloisiana ussuriensis ingår i släktet Galloisiana och familjen Grylloblattidae. Inga underarter finns listade i Catalogue of Life.